# 伊東辰彦
伊東 辰彦（いとう たつひこ、1952年 - ）は、日本の音楽学者。専攻は音楽学（博士）。現在、国際基督教大学名誉教授、順天堂大学特任教授。東京都在住。

## 学歴
- 国際基督教大学教養学部人文科学科卒業
- ニューヨーク州立大学ストーニブルック校音楽学部修士課程修了　M.A.（西洋音楽史）
- デューク大学大学院音楽学部博士課程修了　Ph.D.

## 経歴
- 国際基督教大学教養学部人文科学科(音楽専攻)卒、ニューヨーク州立大学ストーニーブルック校音楽学部修士課程修了(M.A.)、デューク大学音楽学部博士課程修了(Ph.D.)。 国際基督教大学教養学部アーツサイエンス学科前教授(音楽学)、同大学院比較文化研究科前教授。同大学教養学部長、宗教音楽センター長、インスブルック大学音楽学研究所客員教授、国際音楽資料情報協会(IAML)日本支部長などを歴任。
- 現在、国際基督教大学名誉教授、同特別嘱託、立教大学兼任講師。
- キリスト教礼拝音楽学会会長、国際音楽文献目録委員会(RILM)日本国内委員会委員長。
- NHK-TV『ららら♪クラシック』「私はあなたを飽きさせない！[ハイドンの『驚愕』交響曲に関して]」(2014年9月)、NHK-TV『ららら♪クラシック』「いぶし銀の魅力[ハイドンの弦楽四重奏曲『皇帝』]」(2016年9月)。NHK-FM『オペラ・ファンタスティカ』「バッハのマタイ受難曲」(2018年3月)に出演。

## 主な著作

### 単著
- 『天才音楽家たちの友情記念帳』（講談社選書メチエ、2002年）

### 論文等
- 「バッハと友情記念帳の伝統」『バッハ全集第4巻』（小学館 、1998年9月）
- 「蘇るハイドンの姿：オペラの時代の交響曲が実らせたもの」（NHK交響楽団『フィルハーモニー』、2007年）
- 「大学における音楽教育の意味 ―19 世紀末アメリカの大学場合再考」『立教経済学研究』（2012年）
- 「モーツァルトにおける、怒れる女性の表象 ―『魔笛』の夜の女王と『イドメネオ』のエレットラをめぐる考察―」文藝別冊『モーツァルト』（河出書房新社、2013年9月）